# Игич, Любиша
Любиша Игич (серб. Љубиша Игић; 31 мая 1941, Бела-Паланка — 26 августа 2023, Ниш, Сербия) — сербский политический и государственный деятель, исполняющий обязанности Президента Социалистической Республики Сербия в составе СФРЮ (20 марта — 8 мая 1989), Председатель Президиума Социалистической Республики Сербия (1989), член ЦК Союза коммунистов Сербии (с 1982), экономист, банкир
, дипломат.
После падения коммунистического режима в Сербии работал генеральным директором частного предприятия «Електронска индустрија Ниш». Был генеральным директором Белградского и Англо-Югославского банка, главным советником руководителя Народного банка Югославии Драгослава Аврамовича и с 1998 по 2001 год послом Союзной Республики Югославия в Дании.
Умер 26 августа 2023 года в Нише в возрасте 82 лет, где и был похоронен на Новом кладбище.